# جارد إزرائيل
جارد إزرائيل (بالإنجليزية: Jared Israel)‏ (مواليد 1944) هو كاتب وناشط أمريكي ومنظر مؤامرة يقوم بتحرير موقع «ثياب الإمبراطور الجديدة» وتم نشره في عروتس شيفع. تخرج من جامعة هارفارد حيث شارك في الاحتجاجات الطلابية كما التحق بجامعة كولومبيا. في هارفارد كان رئيس مشارك لطلاب من أجل مجتمع ديمقراطي وفي أبريل 1969 كان قائد للاستيلاء على مبنى قاعة الجامعة الذي تفككه مئات من رجال الشرطة الخارجيين ردا على ذلك طلاب هارفارد بدأ الإضراب وأغلق هارفارد للمرة الوحيدة في تاريخها.
خدم إسرائيل كأحد الرؤساء المشاركين للجنة الدولية للدفاع عن سلوبودان ميلوسيفيتش. وقد نفى الأحداث التي أدت إلى الإبادة الجماعية في سريبرينيتشا وعواقبها.
كتب جاريد إسرائيل متحديا على نطاق واسع الرواية السائدة لما حدث خلال هجمات 11 سبتمبر وأشار إلى أنها كانت «وظيفة داخلية».